# Sergei Leonidowitsch Semtschenok
Sergei Leonidowitsch Semtschenok (russisch Сергей Леонидович Земченок; * 6. März 1976 in Beresniki, Russische SFSR; † Januar 2001) war ein russischer Eishockeytorwart, der während seiner gesamten Profikarriere von 1993 bis 2001 beim HK Metallurg Magnitogorsk in der russischen Superliga unter Vertrag stand.

## Karriere
Sergei Semtschenok begann seine Karriere als Eishockeyspieler in der Nachwuchsabteilung des HK Metallurg Magnitogorsk, für dessen Profimannschaft er in der Saison 1993/94 sein Debüt in der russischen Superliga gab. Als zweiter bzw. dritter Torwart gewann er mit seinem Team 1999 und 2000 jeweils die European Hockey League, sowie 1998 den nationalen Pokalwettbewerb. Nach der Vizemeisterschaft 1998 wurde der Torwart mit seiner Mannschaft in der Saison 1998/99 zum ersten und einzigen Mal in seiner Laufbahn Russischer Meister. Im Januar 2001 wurde der Russe Opfer eines Raubüberfalls, in dessen Verlauf er erschossen wurde.

## Erfolge und Auszeichnungen
- 1998 Russischer Vizemeister mit dem HK Metallurg Magnitogorsk
- 1998 Russischer Pokalsieger mit dem HK Metallurg Magnitogorsk
- 1999 Russischer Meister mit dem HK Metallurg Magnitogorsk
- 1999 European-Hockey-League-Gewinn mit dem HK Metallurg Magnitogorsk
- 2000 European-Hockey-League-Gewinn mit dem HK Metallurg Magnitogorsk